# Perry Anderson
Perry Anderson, född 11 september 1938 i Chelsea i London, är en brittisk historiker och marxist, professor i historia och sociologi vid University of California, Los Angeles (UCLA).
Perry Anderson tillhör kretsen kring tidskriften New Left Review. I motsats till många i kretsen kring Nya vänstern påverkades han dock av den blandning av marxism och strukturalism som företräddes av fransmannen Louis Althusser, vilket fick honom att komma i konflikt med mer oortodoxa företrädare för Nya vänstern som till exempel E.P. Thompson. Anderson gjorde en banbrytande studie om Passages from Antiquity to Feudalism (1974; Övergångar från antiken till feodalismen), som sedan etablerats som det internationella standardarbetet om det förkapitalistiska Europas historia. Den andra delen av Andersons historieprojekt är Den absoluta statens utveckling.
Perry Anderson är bror till socialantropologen Benedict Anderson.

## Svenska översättningar
- Portugal och kolonialismens sammanbrott (översättning Björn Kumm, Rabén & Sjögren, 1964)
- Övergångar från antiken till feodalismen (Passages from antiquity to feudalism) (översättning Sven Vahlne, Cavefors, 1977). 7:e översedda uppl. Arkiv, 2004
- Den absoluta statens utveckling (Lineages of the absolutist state) (översättning Gunnar Sandin, Cavefors, 1978)
- Om den västerländska marxismen (Considerations on Western marxism och In the tracks of historical materialism) (översättning Christine Hellman och Gunnar Sandin, Arkiv, 1984)
- Postmodernitetens ursprung (The origins of postmodernity) (översättning Sven-Erik Torhell, Daidalos, 2000)